# Georg Eggenstein
Georg Eggenstein (* 1966) ist ein deutscher Prähistorischer Archäologe und Inhaber eines Grabungsunternehmens mit Sitz in Dortmund.

## Leben
Georg Eggenstein studierte ab 1987 Ur- und Frühgeschichte, Klassische Archäologie und Mittlere Geschichte an den Universitäten Münster, Bonn und Köln. Nach seinem Studium 1992, welches er mit dem Magister an der Universität Münster abschloss, war er bis 1993 als wissenschaftlicher Angestellter (Ausgrabungsleiter) bei der LWL-Archäologie für Westfalen, Außenstelle Olpe tätig. Von 1994 bis 1995 war er wissenschaftlicher Leiter des Freilichtmuseums Sachsenhof in Greven. Danach folgten mehrere Werk- und Honorarverträge bei diversen Institutionen zum Beispiel beim Museum für Kunst und Kulturgeschichte Dortmund, Gustav-Lübcke-Museum Hamm, Museum der Stadt Kamen, LWL-Archäologie für Westfalen, Außenstelle Münster bis 1997. 1998 wurde er an der Universität Münster mit der Dissertation „Das Siedlungswesen der jüngeren Eisenzeit und frühen Römischen Kaiserzeit im Lippebereich“ promoviert. Ab 1997 bis 2001 war er als wissenschaftlicher Ausgrabungsleiter der Stadt Paderborn tätig, bevor er 2022 zum Leiter des Projekts „Siedlungsforschung im Paderborner Westen“ getragen von der LWL-Archäologie für Westfalen und Stadt Paderborn wurde. Von 2007 an war er als selbständiger Ausstellungskurator tätig. Das in dieser Tätigkeit größte Projekt war die Sonderausstellung „Alles nur geklaut? – Die abenteuerlichen Wege des Wissens“.
Seit 2012 ist er Geschäftsführender Inhaber der Grabungsfirma EggensteinExca mit Sitz in Dortmund. Das Unternehmen beschäftigt laut eigenen Angaben (Stand 2023) sieben festangestellte Archäologen und zahlreiche technische Mitarbeiter.
Er ist 1. Vorsitzender des Aplerbecker Geschichtsverein e.V. und ordentliches Mitglied der Altertumskommission für Westfalen.

## Veröffentlichungen (Auswahl)
- Das Hörmuseum Stadtwüstung Blankenrode. In: Archäologie in Ostwestfalen 14, 2020, 127–130
- Bandkeramiker in Ense-Bremen. In: Archäologie in Westfalen-Lippe 2019, 43–46
- Schwertbarren und Lanzenschuh – eine eisenzeitliche Siedlung bei Attendorn. In: Archäologie in Westfalen-Lippe 2019, 69–72
- mit Anja Hoffmann, Olaf Schmidt-Rutsch (Hrsg.): Alles nur geklaut? Die abenteuerlichen Wege des Wissens. Begleitbuch zur Sonderausstellung im LWL-Industriemuseum Zeche Zollern, Essen 2019
- Biografische Blitzlichter aus dem Nachlass im Deutschen Kunstarchiv. In: T. Hengstenberg (Hrsg.): Ulrich Neujahr – Die Faszination des Südens (Ausstellung Opherdicke 2017), 31–40
- Siedlungen der römischen Kaiserzeit und des Mittelalters bei Gut Kump in Hamm. In: Archäologie in Westfalen-Lippe 2017, 185–187
- Conrad Felixmüller im Spannungsfeld der politischen Systeme in Deutschland. In: T. Hengstenberg (Hrsg.): Conrad Felixmüller – „Kunst ist eine historische Angelegenheit“ (Ausstellung Opherdicke 2016/17), 46–57
- Weitere Einblicke in die linearbandkeramische Siedlungslandschaft bei Werl. In: Archäologie in Westfalen-Lippe 2016, 33–35
- mit H.-O. Pollmann: Die mehrperiodigen Hofstellen von Salzkotten-Scharmede. In: Archäologie in Westfalen-Lippe 2016, 75–79
- mit R. Gündchen, R. Mahytka: Zur Siedlungsgeschichte im Almetal. In: Archäologie in Westfalen-Lippe 2016, 59–62
- mit W. Essling-Wintzer: Tief im Westen – neue Grabungen am Haus Weitmar in Bochum. Archäologie in Westfalen-Lippe 6, 2015, 162–165
- Georg Eggenstein (Ausstellung Lippstadt/Paderborn 2015). Lippstädter Spuren 25, Lippstadt 2015. Darin: IMFLUSS Lippe – Kultur- und Naturgeschichte einer Flusslandschaft, 5–23; Die Lippe als Wasserstraße, 81–88